# Уит (округ)
Уит (англ. Wythe County) — округ в штате Виргиния, США. По состоянию на 2010 год, численность населения составляла 17 286 человек. Был образован в 1790 году, получил своё название в честь американского политического деятеля и профессора юстиции Джорджа Уита.

## География
По данным Бюро переписи США, общая площадь округа равняется 1204 км², из которых 1197 км² суша и 7,3 км² или 0,6 % это водоёмы.

### Соседние округа
- Бланд (Виргиния) — север
- Смит (Виргиния) — запад
- Грейсон (Виргиния) — юг
- Карролл (Виргиния) — юго-восток
- Пьюласки (Виргиния) — восток

## Климат
Из-за высоты над уровнем моря климат округа классифицируется как горный умеренный или влажный субтропический (по Классификация климатов Кёппена «Cfb» или «Cfa» соответственно). Лето тёплое и влажное, хотя и значительно прохладнее, чем в низкорасположенных местах штата, всего 4-5 дней с максимумами 90 °F (32 °C)+ в год, а зима, как правило, прохладная или холодная, с редкими промежуточными теплыми периодами и несколькими ночами с минимумами ниже 10 °F (−12 °C).

## Демография
По данным переписи населения 2000 года в округе проживает 27 599 жителей в составе 11 511 домашних хозяйств и 8 103 семей. Плотность населения составляет 23 человека на км². На территории округа насчитывается 12 744 жилых строений, при плотности застройки около 11-ти строений на км². Расовый состав населения: белые — 95,76 %, афроамериканцы — 2,87 %, коренные американцы (индейцы) — 0,16 %, азиаты — 0,38 %, гавайцы — 0,01 %, представители других рас — 0,24 %, представители двух или более рас — 0,58 %. Испаноязычные составляли 0,57 % населения независимо от расы .
В составе 28,90 % из общего числа домашних хозяйств проживают дети в возрасте до 18 лет, 56,20 % домашних хозяйств представляют собой супружеские пары проживающие вместе, 10,50 % домашних хозяйств представляют собой одиноких женщин без супруга, 29,60 % домашних хозяйств не имеют отношения к семьям, 26,30 % домашних хозяйств состоят из одного человека, 11,70 % домашних хозяйств состоят из престарелых (65 лет и старше), проживающих в одиночестве. Средний размер домашнего хозяйства составляет 2,36 человека, и средний размер семьи 2,83 человека.
Возрастной состав округа: 21,80 % моложе 18 лет, 7,60 % от 18 до 24, 28,90 % от 25 до 44, 25,90 % от 45 до 64 и 15,80 % от 65 и старше. Средний возраст жителя округа 39 лет. На каждые 100 женщин приходится 91,40 мужчин. На каждые 100 женщин старше 18 лет приходится 88,30 мужчин.
Средний доход на домохозяйство в округе составлял 32 235 USD, на семью — 40 188 USD. Среднестатистический заработок мужчины был 29 053 USD против 20 550 USD для женщины. Доход на душу населения был 17 639 USD. Около 8,50 % семей и 11,00 % общего населения находились ниже черты бедности, в том числе — 12,50 % молодежи (тех кому ещё не исполнилось 18 лет) и 13,40 % тех кому было уже больше 65 лет.